# 网络拓扑
網絡拓樸（Network topology），指構成網絡的成員間特定的排列方式，一般分為物理的、真實的、配線上的結構，或邏輯的、虚擬的、程式設計上的。如果兩個網絡的連接結構相同，我們就説它們的網絡拓樸相同，儘管它們各自内部的物理接線、節點間距離可能會有不同。

## 拓樸分类

拓扑

- 点对点（英语：Point-to-point (telecommunications)）（Point-to-point）
- 匯流排拓樸（Bus）
- 星狀拓樸（Star）
- 環狀拓樸（Ring）
- 網狀拓樸（Mesh）
- 樹狀拓樸（Tree）
- 混合式拓樸（Hybrid）
- 菊花鏈拓樸（Daisy Chain）
- 线形拓樸（英语：Linear_topology）（Linear）：可以多級星形網絡來類比。網絡中的任一外圍節點只通過一個其它節點來向中央節點方向進行傳輸。